# الصفرا
الصفرا (به عربی: وادی الصفراء) یک منطقهٔ مسکونی در عربستان سعودی است که در استان مدینه واقع شده‌است.